# Crypturellus casiquiare
Il tinamo barrato (Crypturellus casiquiare (Chapman, 1929)) è una specie di tinamo che si trova comunemente nelle foreste umide di pianura nelle regioni subtropicali e tropicali del Sud America settentrionale.

## Tassonomia
Questa è una specie monotipica. Tutti i tinami provengono dalla famiglia Tinamidae e nello schema più ampio sono anche inseriti tra i ratiti. A differenza di altri ratiti, i tinami possono volare, anche se in generale non sono forti volatori. Tutti i ratiti si sono evoluti da uccelli volanti preistorici e i tinami sono il parente vivente più prossimo di questi uccelli.

## Descrizione
Il tinamo barrato è lungo circa 25 cm (9,8 pollici). È giallastro-marrone con pesanti strisce nere sul dorso, la gola è bianca, la parte anteriore e i lati del collo e del petto sono grigio pallido, il ventre è bianco, i fianchi sono crema barrati di nero e la testa e il collo sono color castagna con zampe verde oliva.

## Comportamento
Come altri tinami, il tinamo barrato mangia frutta da terra o da cespugli bassi. Mangiano anche piccole quantità di invertebrati, boccioli di fiori, foglie tenere, semi e radici. Il maschio incuba le uova che possono provenire da un massimo di 4 femmine diverse, quindi alleverà i pulcini fino a quando non saranno pronti per stare da soli, di solito 2-3 settimane. Il nido si trova a terra in una fitta boscaglia o tra contrafforti radicali rialzati.

## Distribuzione e habitat

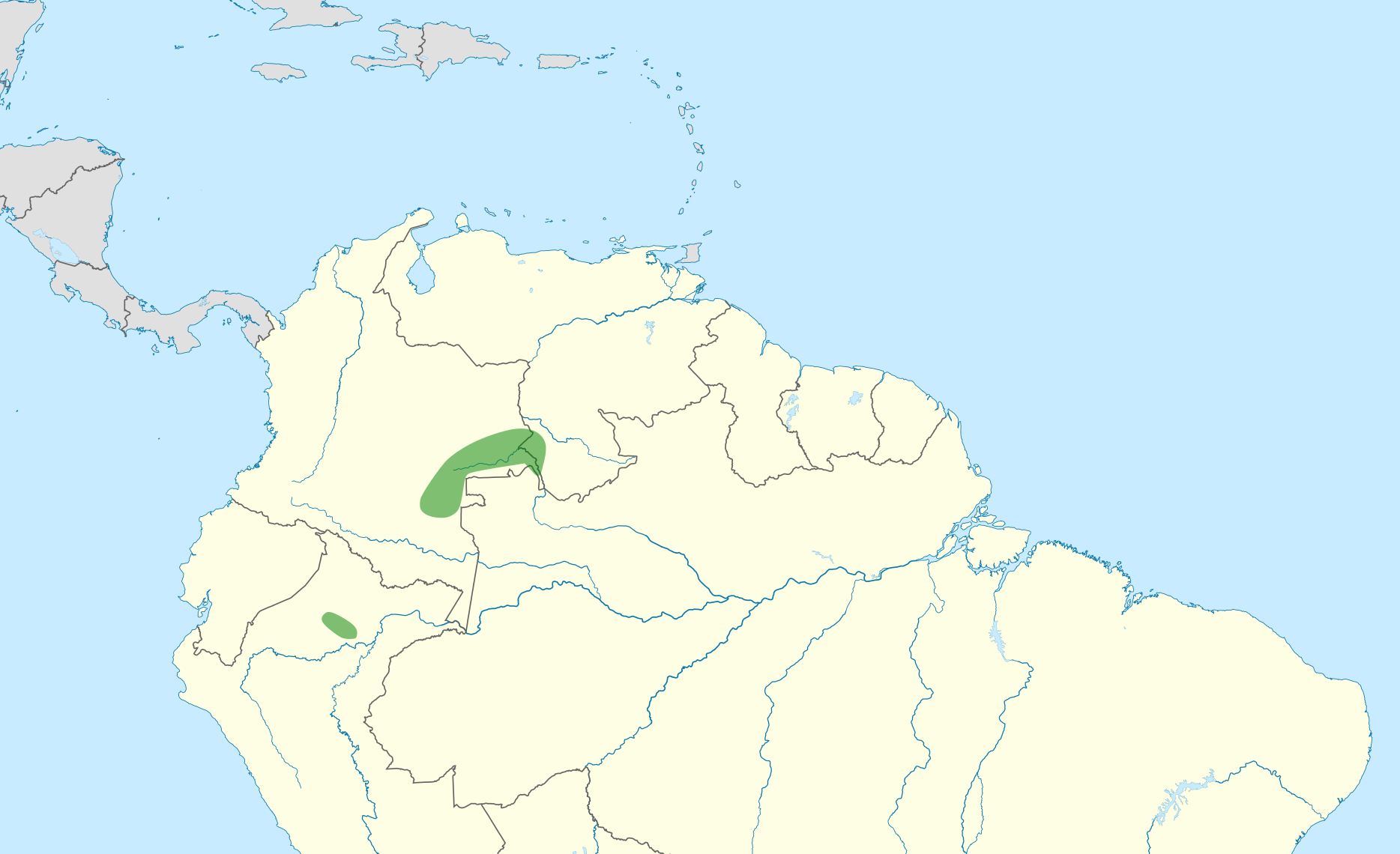

Preferisce vivere nelle foreste di pianura tropicali e subtropicali a un'altitudine compresa tra 100 e 200 m (330–660 piedi) o inferiore. Questa specie è originaria della Colombia orientale e del Venezuela meridionale.